# 2023年世界水泳選手権ブルキナファソ選手団
2023年世界水泳選手権ブルキナファソ選手団は、2023年7月14日から7月30日まで日本の福岡で開催された第20回世界水泳選手権のブルキナファソ選手団、およびその競技結果。

## 選手団
- 人員: 選手 2人

## 選手名簿・結果
| 選手               | 種目              | 予選      | 予選  | 準決勝   | 準決勝   | 決勝     | 決勝     |
| 選手               | 種目              | 結果      | 順位  | 結果     | 順位     | 結果     | 順位     |
| ------------------ | ----------------- | --------- | ----- | -------- | -------- | -------- | -------- |
| スレイマン・ナパレ | 男子50m自由形     | 26秒85    | 100位 | 予選敗退 | 予選敗退 | 予選敗退 | 予選敗退 |
| スレイマン・ナパレ | 男子50mバタフライ | 28秒49    | 77位  | 予選敗退 | 予選敗退 | 予選敗退 | 予選敗退 |
| イマン・クラオゴ   | 女子50m自由形     | 31秒06    | 88位  | 予選敗退 | 予選敗退 | 予選敗退 | 予選敗退 |
| イマン・クラオゴ   | 女子100m自由形    | 1分10秒65 | 75位  | 予選敗退 | 予選敗退 | 予選敗退 | 予選敗退 |